# Josefina Torrens
Pour les articles homonymes, voir Torrens.
Josefina Torrents, de son nom complet Josefina Torrents i Illa, née à Barcelone le 7 juin 1902 et morte dans cette même ville le 7 septembre 2006, est une nageuse catalane.

## Biographie
Jeune nageuse du Club Natació Barcelona, elle fonde en 1928, avec sa sœur Teresa et la dirigeante sportive Enriqueta Sèculi le Club féminin et sportif de Barcelone, première organisation sportive féminine de Catalogne.
Elle devient championne de Catalogne du 400 m libre (1930), du relais 4 × 50 m (1927, 1928, 1930) et du relais 3 × 100 m (1932). La même année, elle gagne l'épreuve de la Travessia du Port de Barcelone, devenant une championne de la Seconde République. Elle est félicitée personnellement de cette performance par le président de la Généralité de Catalogne, Francesc Macià.
Après la guerre d'Espagne, durant la dictature franquiste, elle doit abandonner le sport de compétition et le club qu'elle a fondé est dissous par les nationalistes sous le nouveau régime, comme d'autres institutions féminines telles que la Résidence internationale de jeunes filles étudiantes et le Lyceum Club.

## Postérité
- En 1991, elle reçoit la médaille des Pionniers de l'Histoire sportive de Catalogne (Forjadors de la Història Esportiva de Catalunya)[7].
- En 2022, la Mairie de Barcelone nomme une rue en sa mémoire[8], dans le quartier de la Salut, dans le district de Gràcia[9].